# Radeon RX 500 (серія відеокарт)
Radeon RX 500 — це серія відеокарт AMD. Ці карти побудовані на основі четвертої ітерації архітектури Graphics Core Next, що містить графічні процесори на основі мікросхем Polaris 30, Polaris 20, Polaris 11 і Polaris 12.  Таким чином, серія RX 500 використовує ту ж саму мікроархітектуру та інструкції, що й попередники, використовуючи вдосконалення у виробничому процесі для забезпечення більш високих тактових частот.
Чипи GCN третього покоління виробляються за технологією 28 нм КМОН. Чипи Polaris (четвертого покоління GCN) (крім Polaris 30) виробляються за 14 нм тех процесу FinFET, розробленим Samsung Electronics та ліцензованим GlobalFoundries. Чипи Polaris 30 виробляються за 12-нм техпроцесом FinFET, розробленим Samsung і GlobalFoundries. У грудні 2020 року відеокарта RX 580 займала 2.96% ринку і посідала 5 місце за поширенням серед всіх відеокарт.

## Модельний ряд
- Підтримувані стандарти відображення: DisplayPort 1.4 HBR, HDMI 2.0b , колір HDR10[12].
- Dual-Link DVI-D і DVI-I з роздільною здатністю до 4096 × 2304 також підтримуються, незважаючи на те, що порти не присутні на контрольних картах.

### OpenCL (API)
OpenCL прискорює багато наукових пакетів програмного забезпечення від процесора до фактора 10 або 100 і більше. OpenCL від 1.0 до 1.2 підтримуються для всіх мікросхем з Terascale і GCN. OpenCL 2.0 підтримується GCN 2-го покоління (або 1.2 і вище). Для OpenCL 2.1 та 2.2 необхідні лише оновлення драйверів із картами, що відповідають OpenCL 2.0.

### Vulkan (API)
API Vulkan 1.0 підтримується для всіх карт архітектури GCN. Для Vulkan 1.2 потрібен GCN 2-го покоління або вище з драйверами Adrenalin 20.1 і Linux Mesa 20.0 і новіших версій.

### Настільні моделі
| Модель (кодове ім'я)         | Дата виходу і ціна                                          | Архітектура і техпроцес          | Транзистори і площа ядра | Ядро                        | Ядро          | Швидкість заповнення | Швидкість заповнення | GFLOPS    | GFLOPS      | Пам'ять       | Пам'ять     | Пам'ять        | Пам'ять                    | TBP (Вт) | Інтерфейс вводу-виводу |
| Модель (кодове ім'я)         | Дата виходу і ціна                                          | Архітектура і техпроцес          | Транзистори і площа ядра | Конфігурація                | Частота (МГц) | ГТ/с                 | ГП/с                 | Одинарна  | Подвійна    | Тип і ширина  | Об'єм (ГіБ) | Частота (МТ/с) | Пропускна здатність (Гб/с) | TBP (Вт) | Інтерфейс вводу-виводу |
| ---------------------------- | ----------------------------------------------------------- | -------------------------------- | ------------------------ | --------------------------- | ------------- | -------------------- | -------------------- | --------- | ----------- | ------------- | ----------- | -------------- | -------------------------- | -------- | ---------------------- |
| Radeon 520                   | 18 квітня 2017 OEM                                          | GCN 1st gen 28 нм                | Невідомо                 | 320:20:4 5 CU               | 1030          | 20.6                 | 4.1                  | 659       | Невідомо    | GDDR5 64-біт  | 1 2         | 4500           | 48                         | Невідомо | Невідомо               |
| Radeon 530                   | 18 квітня 2017 OEM                                          | GCN 3rd gen 28 нм                | ? 125 мм2                | 320:20:8 384:24:8 6/5 CU    | 1024          | 24.6                 | 8.2                  | 655 786   | Невідомо    | GDDR5 64-біт  | 1 2 4       | 4500           | 48                         | Невідомо | Невідомо               |
| Radeon 530                   | 18 квітня 2017 OEM                                          | GCN 3rd gen 28 нм                | ? 125 мм2                | 320:20:8 384:24:8 6/5 CU    | 1024          | 24.6                 | 8.2                  | 655 786   | Невідомо    | DDR3          | 1 2 4       | 4500           | 48                         | Невідомо | Невідомо               |
| Radeon RX 540 (Lexa)         | 18 квітня 2017 OEM                                          | GCN 4 Samsung/GloFo 14LPP        | 2.2×109 101 мм2          | 512:32:16 8 CU              | 1219          | 39                   | 19.5                 | 1248      | 78          | GDDR5 128-біт | 2 4         | 6000           | 96                         | Невідомо | PCIe 3.0 ×8            |
| Radeon RX 550 (Lexa)         | 20 квітня 2017 $79 USD                                      | GCN 4 Samsung/GloFo 14LPP        | 2.2×109 101 мм2          | 640:40:16 10 CU             | 1100 1183     | 35.2 37.9            | 17.6 18.9            | 1126 1211 | 70.4 75.7   | GDDR5 128-біт | 2 4         | 7000           | 112                        | 50       | PCIe 3.0 ×8            |
| Radeon 550X (Lexa)           | 11 квітня 2018 OEM                                          | GCN 4 Samsung/GloFo 14LPP        | 2.2×109 101 мм2          | 640:40:16 10 CU             | 1287          | 51.48                | 20.6                 | 1647      | 103         | GDDR5 64-біт  | 2 4         | 7000           | 56                         | 50       | PCIe 3.0 ×8            |
| Radeon RX 550X (Lexa)        | 3 квітня 2018 $79 USD                                       | GCN 4 Samsung/GloFo 14LPP        | 2.2×109 101 мм2          | 512:40:16 640:40:16 8/10 CU | 1287          | 51.48                | 20.6                 | 1318 1647 | 82.4 103    | GDDR5 128-біт | 2 4         | 7000           | 112                        | 50       | PCIe 3.0 ×8            |
| Radeon RX 560D               | Липень 2017 Доступний тільки в Китаї і через OEM-виробників | GCN 4 Samsung/GloFo 14LPP        | 3.0×109 123 мм2          | 896:56:16 14 CU             | 1090 1175     | 61.0 65.8            | 17,4 18.8            | 1953 2106 | 122,0 131.6 | GDDR5 128-біт | 2 4         | 6000           | 96                         | 65       | PCIe 3.0 ×8            |
| Radeon RX 560 (Baffin)       | Жовтень 2017 $99 USD                                        | GCN 4 Samsung/GloFo 14LPP        | 3.0×109 123 мм2          | 896:56:16 14 CU             | 1090 1175     | 61.0 65.8            | 17.4 18.8            | 1953 2106 | 122.0 131.6 | GDDR5 128-біт | 2 4         | 7000           | 112                        | 60-80    | PCIe 3.0 ×8            |
| Radeon RX 560 (Baffin)       | Травень 2017 $99 USD                                        | GCN 4 Samsung/GloFo 14LPP        | 3.0×109 123 мм2          | 1024:64:16 16 CU            | 1175 1275     | 75.2 81.6            | 18.8 20.4            | 2406 2611 | 150.4 163.2 | GDDR5 128-біт | 2 4         | 7000           | 112                        | 60–80    | PCIe 3.0 ×8            |
| Radeon RX 570 (Polaris20 XL) | 18 квітня 2017 $169 USD                                     | GCN 4 Samsung/GloFo 14LPP        | 5.7×109 232 мм2          | 2048:128:32 32 CU           | 1168 1244     | 149.5 159.2          | 37.4 39.8            | 4784 5095 | 299.0 318.4 | GDDR5 256-біт | 4 8         | 7000           | 224                        | 150      | PCIe 3.0 ×16           |
| Radeon RX 580 (Polaris20 XT) | 18 квітня 2017 $199 USD (4 GB) $229 USD (8 GB)              | GCN 4 Samsung/GloFo 14LPP        | 5.7×109 232 мм2          | 2304:144:32 36 CU           | 1257 1340     | 181.0 193.0          | 40.2 42.9            | 5792 6175 | 362.0 385.9 | GDDR5 256-біт | 4 8         | 8000           | 256                        | 185      | PCIe 3.0 ×16           |
| Radeon RX 590 GME            | 9 березня 2020 Доступний тільки в Китаї                     | Невідомо                         | 5.7×109 232 мм2          | 2304:144:32 36 CU           | 1257 1380     | 181.0 198.7          | 40.2 44.2            | 5792 6359 | 362.0 397.4 | GDDR5 256-біт | 8           | 8000           | 256                        | Невідомо | PCIe 3.0 ×16           |
| Radeon RX 590 (Polaris30 XT) | 15 листопада 2018 $279 USD                                  | GCN 4 Samsung/GloFo 12LP (14LP+) | 5.7×109 232 мм2          | 2304:144:32 36 CU           | 1469 1545     | 211.5 222.5          | 47.0 49.4            | 6769 7120 | 423.0 444.9 | GDDR5 256-біт | 8           | 8000           | 256                        | 225      | PCIe 3.0 ×16           |

1. 1 2 3  Значення підсилене (якщо є) наведено під базовим значенням курсивом.
2. ↑  Швидкість заповнення текстури розраховується як кількість блоків відображення текстури, помножена на базову (або прискорюючу) тактову частоту ядра.
3. ↑  Швидкість заповнення пікселів розраховується як кількість вихідних одиниць візуалізації, помножена на базову (або прискорюючу) тактову частоту ядра.
4. ↑  Точна продуктивність розраховується на основі базової (або розширеної) тактової частоти ядра на основі операції FMA.
5. ↑  Уніфіковані шейдери : Текстурні блоки : Блоки растеризації :  Обчислювальні одиниці (CU)
6. ↑  GlobalFoundries' 14 нм 14LPP FinFET процес вироблявся за другим-джерелом від Samsung Electronics[20].
7. 1 2  У жовтні 2017 року AMD назвала додатковий чип Polaris «RX 560», хоча він має менше блоків відображення шейдерів і текстур, ніж перший випущений RX 560.
8. ↑  GlobalFoundries' 12 нм 12LP оснований на 14 нм 14LPP процес Samsung[20].

## Особливості розвитку серії Radeon
| Назва серії відеокарт             | Wonder            | Mach              | 3D Rage           | Rage Pro          | Rage 128          | R100              | R200                                    | R300                                    | R400                                    | R500                                    | R600                             | RV670                            | R700                             | Evergreen                          | Northern Islands                   | Southern Islands                 | Sea Islands                                                     | Volcanic Islands                                                | Arctic Islands/Polaris                                          | Vega                                                            | Navi                                  | Navi 2X                               |         |
| --------------------------------- | ----------------- | ----------------- | ----------------- | ----------------- | ----------------- | ----------------- | --------------------------------------- | --------------------------------------- | --------------------------------------- | --------------------------------------- | -------------------------------- | -------------------------------- | -------------------------------- | ---------------------------------- | ---------------------------------- | -------------------------------- | --------------------------------------------------------------- | --------------------------------------------------------------- | --------------------------------------------------------------- | --------------------------------------------------------------- | ------------------------------------- | ------------------------------------- | ------- |
| Дата виходу                       | 1986              | 1991              | 1996              | 1997              | 1998              | квітень 2000      | серпень 2001                            | вересень 2002                           | травень 2004                            | жовтень 2005                            | травень 2007                     | листопад 2007                    | липень 2008                      | вересень 2009                      | жовтень 2010                       | січень 2012                      | вересень 2013                                                   | червень 2015                                                    | червень 2016                                                    | червень 2017                                                    | липень 2019                           | листопад 2020                         |         |
| Маркетингова назва                | Wonder            | Mach              | 3D Rage           | Rage Pro          | Rage              | Radeon 7000       | Radeon 8000                             | Radeon 9000                             | Radeon X700/X800                        | Radeon X1000                            | Radeon HD 1000/2000              | Radeon HD 3000                   | Radeon HD 4000                   | Radeon HD 5000                     | Radeon HD 6000                     | Radeon HD 7000                   | Radeon Rx 200                                                   | Radeon Rx 300                                                   | Radeon RX 400/500                                               | Radeon RX Vega/Radeon VII (7 нм)                                | Radeon RX 5000                        | Radeon RX 6000                        |         |
| Підтримується AMD                 | Ended             | Ended             | Ended             | Ended             | Ended             | Ended             | Ended                                   | Ended                                   | Ended                                   | Ended                                   | Ended                            | Ended                            | Ended                            | Ended                              | Ended                              | Ended                            | Ended                                                           | Ended                                                           | Current                                                         | Current                                                         | Current                               | Current                               | Current |
| Вид графіки                       | 2D                | 2D                | 3D                | 3D                | 3D                | 3D                | 3D                                      | 3D                                      | 3D                                      | 3D                                      | 3D                               | 3D                               | 3D                               | 3D                                 | 3D                                 | 3D                               | 3D                                                              | 3D                                                              | 3D                                                              | 3D                                                              | 3D                                    | 3D                                    |         |
| Архітектура                       | Не розголошується | Не розголошується | Не розголошується | Не розголошується | Не розголошується | Не розголошується | Не розголошується                       | Не розголошується                       | Не розголошується                       | Не розголошується                       | TeraScale система команд         | TeraScale система команд         | TeraScale система команд         | TeraScale система команд           | TeraScale система команд           | GCN система команд               | GCN система команд                                              | GCN система команд                                              | GCN система команд                                              | GCN система команд                                              | RDNA система команд                   | RDNA система команд                   |         |
| Мікроархітектура                  | Не розголошується | Не розголошується | Не розголошується | Не розголошується | Не розголошується | Не розголошується | Не розголошується                       | Не розголошується                       | Не розголошується                       | Не розголошується                       | TeraScale 1                      | TeraScale 1                      | TeraScale 1                      | TeraScale 2 (VLIW5)                | TeraScale 3 (VLIW4)                | GCN 1st gen                      | GCN 2nd gen                                                     | GCN 3rd gen                                                     | GCN 4th gen                                                     | GCN 5th gen                                                     | RDNA                                  | RDNA 2                                |         |
| Тип                               | Fixed pipeline    | Fixed pipeline    | Fixed pipeline    | Fixed pipeline    | Fixed pipeline    | Fixed pipeline    | Програмовані конвеєри пікселів і вершин | Програмовані конвеєри пікселів і вершин | Програмовані конвеєри пікселів і вершин | Програмовані конвеєри пікселів і вершин | Уніфікована шейдерна архітектура | Уніфікована шейдерна архітектура | Уніфікована шейдерна архітектура | Уніфікована шейдерна архітектура   | Уніфікована шейдерна архітектура   | Уніфікована шейдерна архітектура | Уніфікована шейдерна архітектура                                | Уніфікована шейдерна архітектура                                | Уніфікована шейдерна архітектура                                | Уніфікована шейдерна архітектура                                | Уніфікована шейдерна архітектура      | Уніфікована шейдерна архітектура      |         |
| Direct3D                          | Н/Д               | Н/Д               | 5.0               | 6.0               | 6.0               | 7.0               | 8.1                                     | 9.0 11 (9_2)                            | 9.0b 11 (9_2)                           | 9.0c 11 (9_3)                           | 10.0 11 (10_0)                   | 10.1 11 (10_1)                   | 10.1 11 (10_1)                   | 11 (11_0)                          | 11 (11_0)                          | 11 (11_1) 12 (11_1)              | 11 (12_0) 12 (12_0)                                             | 11 (12_0) 12 (12_0)                                             | 11 (12_0) 12 (12_0)                                             | 11 (12_1) 12 (12_1)                                             | 11 (12_1) 12 (12_1)                   | 11 (12_1) 12 (12_2)                   |         |
| Shader model                      | Н/Д               | Н/Д               | Н/Д               | Н/Д               | Н/Д               | Н/Д               | 1.4                                     | 2.0+                                    | 2.0b                                    | 3.0                                     | 4.0                              | 4.1                              | 4.1                              | 5.0                                | 5.0                                | 5.1                              | 5.1 6.3                                                         | 5.1 6.3                                                         | 5.1 6.3                                                         | 6.4                                                             | 6.4                                   | 6.5                                   |         |
| OpenGL                            | Н/Д               | Н/Д               | Н/Д               | 1.1               | 1.2               | 1.3               | 1.3                                     | 2.1                                     | 2.1                                     | 2.1                                     | 3.3                              | 3.3                              | 3.3                              | 4.5 (на Linux: 4.5 (Mesa 3D 21.0)) | 4.5 (на Linux: 4.5 (Mesa 3D 21.0)) | 4.6 (на Linux: 4.6 (Mesa 20.0))  | 4.6 (на Linux: 4.6 (Mesa 20.0))                                 | 4.6 (на Linux: 4.6 (Mesa 20.0))                                 | 4.6 (на Linux: 4.6 (Mesa 20.0))                                 | 4.6 (на Linux: 4.6 (Mesa 20.0))                                 | 4.6 (на Linux: 4.6 (Mesa 20.0))       | 4.6 (на Linux: 4.6 (Mesa 20.0))       |         |
| Vulkan                            | Н/Д               | Н/Д               | Н/Д               | Н/Д               | Н/Д               | Н/Д               | Н/Д                                     | Н/Д                                     | Н/Д                                     | Н/Д                                     | Н/Д                              | Н/Д                              | Н/Д                              | Н/Д                                | Н/Д                                | 1.0 (Win 7+ або Mesa 17+)        | 1.2 (Adrenalin 20.1, Linux Mesa 20.0)                           | 1.2 (Adrenalin 20.1, Linux Mesa 20.0)                           | 1.2 (Adrenalin 20.1, Linux Mesa 20.0)                           | 1.2 (Adrenalin 20.1, Linux Mesa 20.0)                           | 1.2 (Adrenalin 20.1, Linux Mesa 20.0) | 1.2 (Adrenalin 20.1, Linux Mesa 20.0) |         |
| OpenCL                            | Н/Д               | Н/Д               | Н/Д               | Н/Д               | Н/Д               | Н/Д               | Н/Д                                     | Н/Д                                     | Н/Д                                     | Н/Д                                     | Close to Metal                   | Close to Metal                   | 1.1                              | 1.2                                | 1.2                                | 1.2                              | 2.0 (Adrenalin драйвер на Win7+) (1.2 на Linux, 2.1 з AMD ROCm) | 2.0 (Adrenalin драйвер на Win7+) (1.2 на Linux, 2.1 з AMD ROCm) | 2.0 (Adrenalin драйвер на Win7+) (1.2 на Linux, 2.1 з AMD ROCm) | 2.0 (Adrenalin драйвер на Win7+) (1.2 на Linux, 2.1 з AMD ROCm) | 2.0                                   | 2.1                                   |         |
| HSA / ROCm                        | Н/Д               | Н/Д               | Н/Д               | Н/Д               | Н/Д               | Н/Д               | Н/Д                                     | Н/Д                                     | Н/Д                                     | Н/Д                                     | Н/Д                              | Н/Д                              | Н/Д                              | Н/Д                                | Н/Д                                | Так                              | Так                                                             | Так                                                             | Так                                                             | Так                                                             | ?                                     | ?                                     |         |
| Декодування відео ASIC            | Н/Д               | Н/Д               | Н/Д               | Н/Д               | Н/Д               | Н/Д               | Н/Д                                     | Н/Д                                     | Н/Д                                     | Н/Д                                     | Avivo/UVD                        | UVD+                             | UVD 2                            | UVD 2.2                            | UVD 3                              | UVD 4                            | UVD 4.2                                                         | UVD 5.0 або 6.0                                                 | UVD 6.3                                                         | UVD 7                                                           | VCN 2.0                               | VCN 3.0                               |         |
| Кодування відео ASIC              | Н/Д               | Н/Д               | Н/Д               | Н/Д               | Н/Д               | Н/Д               | Н/Д                                     | Н/Д                                     | Н/Д                                     | Н/Д                                     | Н/Д                              | Н/Д                              | Н/Д                              | Н/Д                                | Н/Д                                | VCE 1.0                          | VCE 2.0                                                         | VCE 3.0 або 3.1                                                 | VCE 3.4                                                         | VCE 4.0                                                         | VCN 2.0                               | VCN 3.0                               |         |
| Fluid Motion ASIC                 | Ні                | Ні                | Ні                | Ні                | Ні                | Ні                | Ні                                      | Ні                                      | Ні                                      | Ні                                      | Ні                               | Ні                               | Ні                               | Ні                                 | Ні                                 | Ні                               | Так                                                             | Так                                                             | Так                                                             | Так                                                             | Ні                                    | Ні                                    |         |
| Power saving                      | ?                 | ?                 | ?                 | ?                 | ?                 | ?                 | ?                                       | ?                                       | ?                                       | ?                                       | PowerPlay                        | PowerPlay                        | PowerPlay                        | PowerPlay                          | PowerTune                          | PowerTune & ZeroCore Power       | PowerTune & ZeroCore Power                                      | PowerTune & ZeroCore Power                                      | PowerTune & ZeroCore Power                                      | PowerTune & ZeroCore Power                                      | ?                                     | ?                                     |         |
| TrueAudio                         | Н/Д               | Н/Д               | Н/Д               | Н/Д               | Н/Д               | Н/Д               | Н/Д                                     | Н/Д                                     | Н/Д                                     | Н/Д                                     | Н/Д                              | Н/Д                              | Н/Д                              | Н/Д                                | Н/Д                                | Н/Д                              | Через виділений ЦОС                                             | Через виділений ЦОС                                             | Через шейдери                                                   | Через шейдери                                                   | Через шейдери                         | ?                                     |         |
| FreeSync                          | Н/Д               | Н/Д               | Н/Д               | Н/Д               | Н/Д               | Н/Д               | Н/Д                                     | Н/Д                                     | Н/Д                                     | Н/Д                                     | Н/Д                              | Н/Д                              | Н/Д                              | Н/Д                                | Н/Д                                | Н/Д                              | 1 2                                                             | 1 2                                                             | 1 2                                                             | 1 2                                                             | 1 2                                   | 1 2                                   |         |
| HDCP                              | ?                 | ?                 | ?                 | ?                 | ?                 | ?                 | ?                                       | ?                                       | ?                                       | ?                                       | ?                                | ?                                | ?                                | ?                                  | ?                                  | ?                                | 1.4                                                             | 1.4                                                             | 1.4 2.2                                                         | 1.4 2.2                                                         | 1.4 2.2 2.3                           | ?                                     |         |
| PlayReady                         | Н/Д               | Н/Д               | Н/Д               | Н/Д               | Н/Д               | Н/Д               | Н/Д                                     | Н/Д                                     | Н/Д                                     | Н/Д                                     | Н/Д                              | Н/Д                              | Н/Д                              | Н/Д                                | Н/Д                                | Н/Д                              | Н/Д                                                             | Н/Д                                                             | 3.0                                                             | Ні                                                              | 3.0                                   | ?                                     |         |
| Підтримка екранів                 |                   |                   |                   |                   |                   | 1–2               | 2                                       | 2                                       | 2                                       | 2                                       | 2                                | 2                                | 2                                | 2–6                                | 2–6                                | 2–6                              | 2–6                                                             | 2–6                                                             | 2–6                                                             | 2–6                                                             | ?                                     | ?                                     |         |
| Макс. роздільна здатність дисплея | ?                 | ?                 | ?                 | ?                 | ?                 | ?                 | ?                                       | ?                                       | ?                                       | ?                                       | ?                                | ?                                | ?                                | 2–6 × 2560×1600                    | 2–6 × 2560×1600                    | 2–6 × 4096×2160 @ 60 Гц          | 2–6 × 4096×2160 @ 60 Гц                                         | 2–6 × 4096×2160 @ 60 Гц                                         | 2–6 × 5120×2880 @ 60 Гц                                         | 3 × 7680×4320 @ 60 Гц                                           | 7680×4320 @ 60 Гц PowerColor          | 7680×4320 @ 60 Гц PowerColor          |         |
| /drm/radeon                       |                   |                   |                   |                   |                   | Так               | Так                                     | Так                                     | Так                                     | Так                                     | Так                              | Так                              | Так                              | Так                                | Так                                | Так                              | Так                                                             | Н/Д                                                             | Н/Д                                                             | Н/Д                                                             | Н/Д                                   | Н/Д                                   |         |
| /drm/amdgpu h                     | Н/Д               | Н/Д               | Н/Д               | Н/Д               | Н/Д               | Н/Д               | Н/Д                                     | Н/Д                                     | Н/Д                                     | Н/Д                                     | Н/Д                              | Н/Д                              | Н/Д                              | Н/Д                                | Н/Д                                | Н/Д                              | Н/Д                                                             | Так                                                             | Так                                                             | Так                                                             | Так                                   | Так                                   | Так     |

1. ↑  The Radeon 100 Series has programmable pixel shaders, but do not fully comply with DirectX 8 or Pixel Shader 1.0. See article on R100's pixel shaders.
2. ↑  R300, R400 and R500 based cards do not fully comply with OpenGL 2+ as the hardware does not support all types of non-power of two (NPOT) textures.
3. ↑  OpenGL 4+ compliance requires supporting FP64 shaders and these are emulated on some TeraScale chips using 32-bit hardware.
4. 1 2 3  The UVD and VCE were replaced by the Video Core Next (VCN) ASIC in the Raven Ridge APU implementation of Vega.
5. ↑  Video processing ASIC for video frame rate interpolation technique. In Windows it works as a DirectShow filter in your player. In Linux, there is no support on the part of drivers and / or community.
6. 1 2  To play protected video content, it also requires card, operating system, driver, and application support. A compatible HDCP display is also needed for this. HDCP is mandatory for the output of certain audio formats, placing additional constraints on the multimedia setup.
7. ↑  More displays may be supported with native DisplayPort connections, or splitting the maximum resolution between multiple monitors with active converters.
8. ↑  DRM (Direct Rendering Manager) is a component of the Linux kernel. Support in this table refers to the most current version.